# Acronicta calceata
Acronicta calceata är en fjärilsart som beskrevs av Franz Dannehl 1929. Acronicta calceata ingår i släktet Acronicta och familjen nattflyn. Inga underarter finns listade i Catalogue of Life.